# Armeiro-Mor do Reino de Portugal

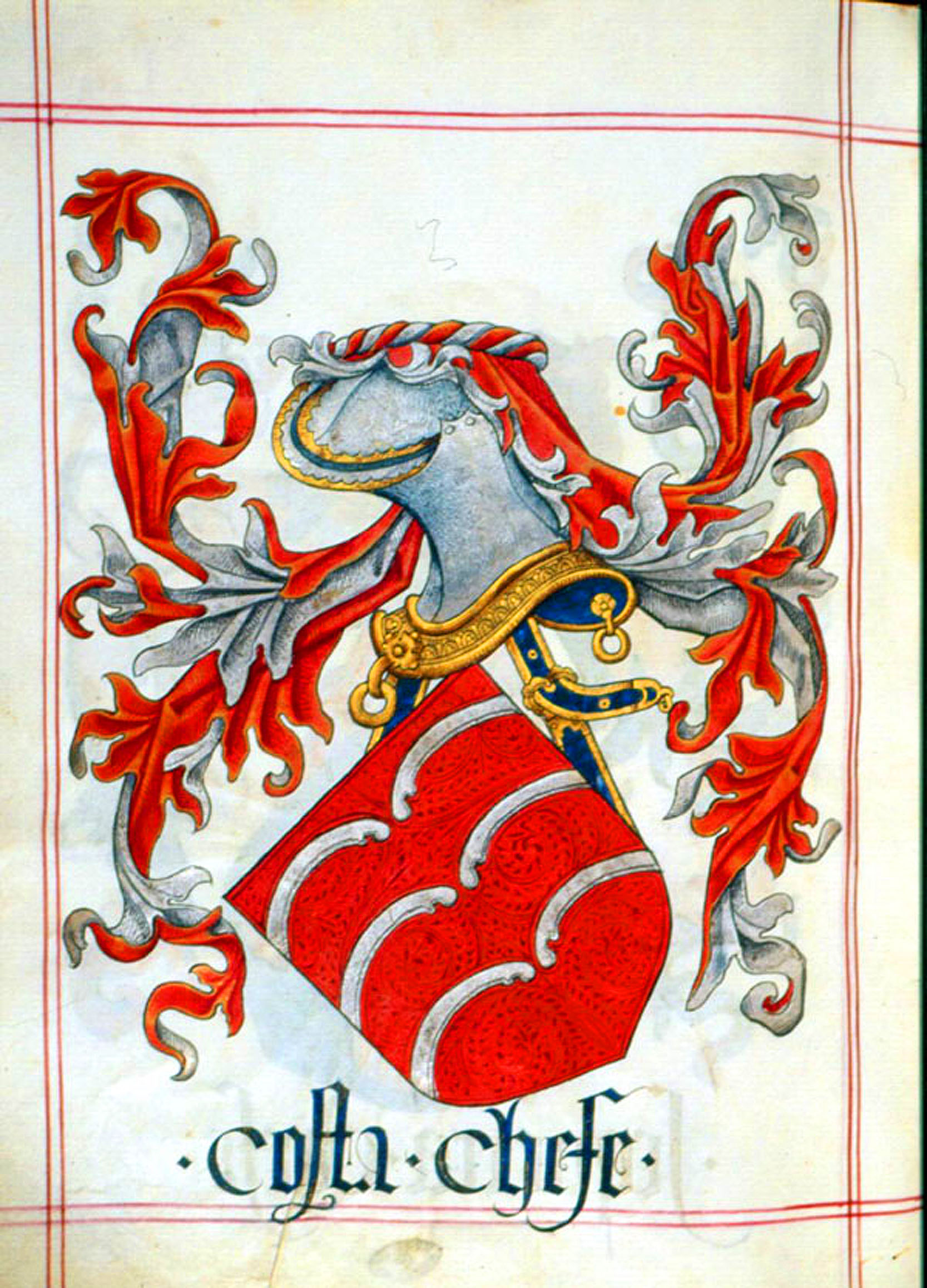
Armas da família Costa no Livro do Armeiro-Mor

Armeiro-Mor do Reino (também mencionado como Armador-Mor, especialmente em fontes mais antigas) era um cargo da corte do Reino de Portugal, instituído por D. Afonso V. Seus deveres consistiam em cuidar das armas do monarca, ajudá-lo a vestir sua armadura, e atendê-lo quando ele precisasse se preparar para o combate.
Era também o depositário do precioso Livro do Armeiro-Mor, o mais antigo e importante armorial do Reino, começando com Álvaro da Costa, que ocupou o cargo sob D. Manuel I em c. 1508–1522. O cargo tornou-se hereditário sob Álvaro da Costa, e mais tarde passaria para os Condes e Viscondes de Mesquitela.

## Lista de Armeiros-Mores de Portugal
Lista indicativa publicada na Geografia Histórica de Todos os Estados Soberanos da Europa (1734), de Luís Caetano de Lima: 
1. Vasco Anes Corte-Real
2. Antão de Faria
3. Gomes de Figueiredo
4. Agostinho Caldeira
5. Álvaro da Costa
6. Duarte da Costa
7. Álvaro da Costa
8. Francisco da Costa
9. Gonçalo da Costa
10. Pedro da Costa
11. António Estêvão da Costa
12. José da Costa e Sousa
13. José Francisco da Costa, 2.º Visconde de Mesquitela
14. Luís da Costa de Sousa Macedo e Albuquerque, 1.º Conde de Mesquitela